# Мая (гори)
Гори Мая (англ. Maya Mountains, ісп. Montañas Mayas) — гірський хребет у Белізі та східній Гватемалі.
Розташований між Петенським басейном із заходу і узбережжям Карибського моря зі сходу. З півночі і сходу хребет різко обривається до прибережної рівнині. Із західного боку плавно переходить у плато Вака, яке, як і хребет, сильно порізане річками. Протяжність — 115 км, найвища точка — гора Вікторія-Пік, 1122 м, друга за висотою — Дойлз-Делайт (Doyle's Delight).
Назва походить від народу мая, представники якого сховалися в горах від іспанців. У підніжжя хребта розташовуються руїни важливих міст цивілізації мая, включаючи Лубаантум, Ним-Лі-Пуніт,  Каал-Печ та Чаа-Крик. Найбільший із заповідників, розташованих на хребті, називається заповідник живої природи Кокскомб-Бейсін (Cockscomb Basin Wildlife Sanctuary).